# 俄羅斯統一車站編號
俄羅斯統一車站編號 是一个独联体和波罗的海国家火车站的編號系統。統一車站編號將所有貨運車站編號，以統一所有貨運訂單之車站號碼。車站一般而言皆用作港口轉運或其他運輸。

## 組成
統一車站編號由五位數字加一位校验码組成。
代码結構如下：
而以下各項代表：
NN：俄羅斯鐵路注冊碼，即独联体国家和波罗的海国家的鐵路局編號（整個網絡被划分为99个鐵路局）。
YY：鐵路局轄下之車站編號，依車站重要性而遞升。一般而言，網絡內最主要的車站序數為00。
Z：額外數字，一般為0，除非該車站已不再承接貨運服務。
K：校验码：
計算時將前五位數字分別按順序乘以1、2、3、4和5，再取其五個積之和之同餘。如果同餘等于10，則分別按順序乘以3、4、5、6和7，再取其五個積之和之同餘。 如果在这种情况下，同餘仍為10，校驗碼将为0。 例如在編號63567之校驗碼计算如下：
```
  6 3  5  6
 ×
  1 2  3  4
  _________
  6+6+15+24 = 51

```

## 历史
統一車站編號在1971年啓用，並於1984年加設第五個位。

## 另見
俄羅斯鐵路注冊碼

## 外部链結
- 仍然使用統一車站編號之独联体和波罗的海国家（页面存档备份，存于）
- 在OpenStreetMap上為車站編號之项目（页面存档备份，存于）